# おにごっ娘
おにごっ娘（おにごっこ）は、2012年2月9日に始動した小学生アイドルユニット、女性アイドルグループ。

## 概要
2012年2月9日に始動。2015年にSPIRAL MUSICよりメジャーデビュー。ジュニアアイドルを多く抱えるProduction-I所属。2016年現在小学校3年生～中学校1年生までが所属しており、2015年時点で平均年齢は10.8歳。

## 略歴
東京ちびいちごダンサーズとして、2年間 いちご姫のバックダンサーを経験した「星名はる」「月島アイ」「月島メル」の3名を中心に結成。
結成後すぐに「川原かな（当時は「川村かな」）」「希咲あゆき」「希咲さくら」が加入し本格的に始動。
2014年5月6日、(旧)Akiba On Stageにて川原かな、星名はる、月島メルが中学生へ進級と共におにごっ娘を卒業。
7月12日、(旧)Akiba On Stageにて新メンバーを発表。「小桜苺」「南みくる」「神来希」が正式におにごっ娘へ加入。
2015年4月19日「(旧)Akiba On Stage」 Love Mark Stage」にて希咲あゆきが中学生へ進級と共におにごっ娘を卒業。
7月5日「(旧)Akiba On Stage」 Love Mark Stage」にて新メンバーを発表。「桜りん」「桜かえ」「葉月きら」が正式におにごっ娘へ加入。
9月20日、Love Mark Stageにて「川原かな」「月島メル」の生誕祭と「希咲あゆき」「希咲さくら」卒業公演を行う。
8月16日、目黒ライブステーションにて新曲「おにごっこ!!」を発表。
10月31日、北区・北とぴあで行われた元光GENJI・山本淳一ハロウィンコンサートにゲスト参加。
11月3日、新曲の「おにごっこ!!」のCD発売と共にＭＶ、ワンマンライブ「700％全力疾走!!この気持ちは未来もきっとずっと輝くよ!!」の開催を決定。
年末までに77本のライブを行う事を宣言。
同日にシアタープロレス東京花鳥風月Vol.33大会にて、元「光GENJI」山本淳一が歌う「ガラスの十代」のバックダンサーとしておにごっ娘が共演。
12月13日シアタープロレス東京花鳥風月Vol.34東京タワー大会にて元「光GENJI」大沢樹生とおにごっ娘が共演をした。
2016年7月17日のライブで卒業公演を開催。中学に上がるメンバーの卒業およびcampus加入。残ったメンバーでの愛踊祭2016予選参加が発表された。
2018年4月18日に解散、メンバー一名を追加し「こにゃんこ」として再始動。

## 最終メンバー
名前：花咲美春(はなさきみはる)

生年月日：2007年4月18日

血液型：

身長：132cm

出身地：神奈川県

趣味：絵を描くこと、手芸

リーダー
名前：ことは

生年月日：2011年5月7日

血液型：

身長：114cm

出身地：東京都

趣味：絵本を読む、あやとり
名前：神崎りの(かんざきりの)

生年月日：2006年6月30日

血液型：A型

出身地：東京
趣味：ギター 歌

### 元メンバー
- 星名はる（ほしな はる、2002年1月6日 - ）
  - 「ダンスが大好き、はるたんこと星名はるです!」
- 月島メル（つきしま める、2001年6月29日 - ）
  - 「3時のおやつより読書が好き、月島メルです!」
- 川原かな（かわはら かな、2001年9月22日 - ） 
  - 「空手大好き空手少女のかなぴょんこと、川原かなです!」
- 月島アイ（つきしま あい、2003年4月9日 - ）
  - 「戦いが大好きな月島あいです!」
- 希咲あゆき（きさき あゆき、2002年12月8日 - ） 
  - 「かけ算大好き、算数少女、希咲あゆきです!」
- 希咲さくら（きさき さくら、2004年4月12日 - ）
  - 「元気いっぱい、希咲さくらです!」
- 市川奈々（いちかわ なな、2004年7月23日 - ）
  - 現在はハロー!プロジェクトのアイドルグループ『OCHA NORMA』のメンバー・窪田七海（くぼた ななみ）。
- 橘美羽(たちばな みう) (@miuu_118) - X（旧Twitter）(2005年1月18日 - )
- 月島あい(つきしま あい) (@aieiko0409) - X（旧Twitter）(2003年4月9日 - )
- 小桜苺(こさくら いちご) (@ichitan715) - X（旧Twitter）(2005年7月15日 - )
- 南みくる(みなみ みくる) (@mikuru1103) - X（旧Twitter）(2003年11月6日 - )
- 神来希(かみき のぞみ) (@nonchan20031124) - X（旧Twitter）(2003年11月24日 - )
- 桜りん(さくら りん) (@sakura_shimai) - X（旧Twitter）(2005年9月19日 - )
- 桜かえ(さくら かえ) (@sakura_shimai) - X（旧Twitter）(2007年6月19日 - )
- 葉月きら(はづき きら) (@kirakir73634768) - X（旧Twitter）(2003年4月26日 - )
- 朝比奈らん(あさひな らん) (@ran0317asahina) - X（旧Twitter）(2008年3月17日 - )

※「」内は自己紹介でのキャッチフレーズ

## 作品

### シングルCD
- パワフルがぁる （2012年5月3日） / AOST-0004
- キュート♡らんど （2012年7月29日） / AOST-0006
- ハートふらいんぐ （2012年12月08日） / AOST-0010
- らんにんぐファイター （2013年6月16日） / AOST-0015
- おにごっこ!!     (2015年11月3日）/ SPIRAL-0083

### アルバム
- おもちゃ箱 （2014年3月29日）

## 出演
- ダンス音楽劇　Nyan×2 ゴースト（2012年3月30日 - 4月8日、ダンス舞台）星名はる、川村かなが参加
- ダンス音楽劇　アイドル VS メイド うざいと STORY （2012年8月23日 - 9月2日、ダンス舞台）星名はる、川村かなが参加

## テレビ
- 東京どっかんTV / ゲスト出演 (2012年12月2日、スカパー!エンタ!371）
- テレ玉「ウタ娘」出演  (2013年4月19日、テレビ埼玉）
- テレ玉「ウタ娘」出演  (2013年7月5日、テレビ埼玉）

## Web放送
- アイコレNEXT / ゲスト出演 (2013年1月20日、ニコ生公式 動画6008ch）
- 下北FM / (2013年4月25日 下北FM「DJ Tomoaki's Radio Show!」下北FMチャンネル）
- 下北FM / (2013年6月27日 下北FM「DJ Tomoaki's Radio Show!」下北FMチャンネル）